# Klaus Krämer (Regisseur)
Klaus Krämer (* 31. August 1964 in Gosheim) ist ein deutscher Filmregisseur und Drehbuchautor.

## Leben
Klaus Krämer schloss zunächst eine Ausbildung als Technischer Zeichner ab, ehe er als Bühnentechniker und Regieassistent an den Theatern in Freiburg und Esslingen am Neckar arbeitete. 1991 begann er ein Regie-Studium an der Deutschen Film- und Fernsehakademie Berlin. Dort fungierte er als Kameramann und Beleuchter bei Kurzfilmen von Kommilitonen wie Ed Herzog, Thure Riefenstein und Sebastian Edschmid und inszeniert diverse Kurzfilme. 1998 gab Krämer sein Kinodebüt mit der schwarzen Komödie Drei Chinesen mit dem Kontrabass. Zu seinen bisherigen Regiearbeiten zählen Folgen aus den Reihen Tatort für den Rundfunk Berlin-Brandenburg (rbb) und Polizeiruf 110 für den Bayerischen Rundfunk (BR). Klaus Krämer lebt in Berlin.

## Filmografie

### Regie und Drehbuch
- 1999: Drei Chinesen mit dem Kontrabass (Drehbuch zusammen mit Kaspar von Erffa)
- 2002: Polizeiruf 110 – Pech und Schwefel (BR)
- 2002: Fernweh (TV-Film für die Kinderfilm-Reihe 'Achterbahn' im ZDF)
- 2004: Polizeiruf 110 – Die Maß ist voll (BR)
- 2007: Polizeiruf 110 – Taubers Angst (BR)
- 2010:  Tatort – Hitchcock und Frau Wernicke (rbb)
- 2012: Tatort – Machtlos (rbb)
- 2014: Tatort – Vielleicht (rbb)

### Regie
- 2002: Bloß kein Baby (TV-Film für die Kinderfilm-Reihe 'Achterbahn' im ZDF)

## Auszeichnungen
- 1999: Studio Hamburg Nachwuchspreis für Drei Chinesen mit dem Kontrabass
- 1999: Goldener Biber (Publikumspreis des Filmfests Biberach) für Drei Chinesen mit dem Kontrabass
- 2000: Deutscher Filmpreis für Edgar Selge als bester Nebendarsteller in Drei Chinesen mit dem Kontrabass